# Chermizy
Chermizy est une localité de Chermizy-Ailles, dont elle est le chef-lieu, et une ancienne commune française, située dans le département de l'Aisne en région Hauts-de-France.

## Géographie
La commune avait une superficie de 6,14 km2.

### Toponymie
Le nom du village apparaît pour la première fois en 1146 sous l'appellation latine de Charmesius.  Ce nom évoluera ensuite de nombreuses fois en fonction des différents transcripteurs :Calmesius, Calmesi, Carmini (1153 dans un Cartulaire de l'Abbaye de Vauclair , Chermisi, Charmesei, Charmisiacum, Germisi, Charmisy, Chermisiz, Charmisy, puis Chermisy sur la Carte de Cassini au milieu du XVIIIe siècle et enfin l'orthographe actuelle Chermizy au XIXe siècle
.

Du préfixe breton kêr du vieux-breton caer, d'origine gauloise et apparenté au gallois caer. Il signifie à l'origine « lieu fortifié, forteresse, château, citadelle », sens qu'il a conservé en gallois.

## Histoire
La commune a été créée lors de la Révolution française. Chermizy absorbe, en 1923, la commune voisine d'Ailles, considérée comme détruite lors de la Première Guerre mondiale par le décret du 9 septembre 1923 supprimant cette commune. La nouvelle entité prend le nom de Chermizy-Ailles.

## Administration
Jusqu'à l'absorption d'Ailles en 1923, la commune faisait partie du canton de Craonne dans le département de l'Aisne. Elle appartenait aussi à l'arrondissement de Laon depuis 1801 et au district de Laon entre 1790 et 1795. La liste des maires de Chermizy est :
| Période                                  | Période | Identité | Étiquette | Qualité |
| ---------------------------------------- | ------- | -------- | --------- | ------- |
|                                          |         |          |           |         |
| Les données manquantes sont à compléter. |         |          |           |         |

## Démographie
Jusqu'en 1923, la démographie de Chermizy était :
| 1793 | 1800 | 1806 | 1821 | 1831 | 1836 | 1841 | 1846 | 1851 |
| ---- | ---- | ---- | ---- | ---- | ---- | ---- | ---- | ---- |
| 440  | 480  | 478  | 420  | 452  | 473  | 466  | 453  | 421  |

| 1856 | 1861 | 1866 | 1872 | 1876 | 1881 | 1886 | 1891 | 1896 |
| ---- | ---- | ---- | ---- | ---- | ---- | ---- | ---- | ---- |
| 369  | 339  | 308  | 257  | 256  | 264  | 247  | 251  | 224  |

| 1901 | 1906 | 1911 | 1921 | - | - | - | - | - |
| ---- | ---- | ---- | ---- | - | - | - | - | - |
| 224  | 207  | 196  | 120  | - | - | - | - | - |